# Sericomyrmex zacapanus
Sericomyrmex zacapanus är en myrart som beskrevs av Wheeler 1925. Sericomyrmex zacapanus ingår i släktet Sericomyrmex och familjen myror. Inga underarter finns listade i Catalogue of Life.